# Амді Гірайбай
Амді Гірайбай (крим. Amdi Giraybay, справжнє ім'я Абдулафа́т Лятіфов, крим. Abdulafat Lâtifov; 14 лютого 1901, Єні-Кале — 13 вересня 1930, Москва) — кримськотатарський поет та історик. Був звинувачений в «націоналізмі» та шпіонажі і розстріляний. Реабілітований 1991 року.

## Життєпис
Народився в Єні-Кале у родині мусульманського богослова. Навчався в школі в Карасубазарі та в Сімферополі. 1921 року вступив до Кримського державного університету, але залишив навчання з матеріальних причин. В 1923 році був направлений на навчання до Стамбульського університету, де підготував дисертацію «Історія Криму», у якій розвивав ідею пантюркізму. 1926 року повернувся до Криму, де брав участь у підготовці нового алфавіту. Звинувачений в націоналізмі та шпіонажі, за що був розстріляний 13 вересня 1930 року. Реабілітований в 1991 році.

## Твори
- 1917 «Эляк олды йигитлер» (Загинули юнаки)
- 1918 «Йигитке» (Юнаку)
- 1921 «Яш татарларгъа» (Молодим татарам)
- 1921 «Талакъ» (Розлучення)
- 1927 «Иджрет» (Еміграція)